# Raimond al IV-lea de Toulouse
Raimond al IV-lea de Toulouse, cunoscut ca și Raimond de Saint-Gilles (n. cca. 1041 - d. 22 iunie 1105) a fost un marchiz de Provența (1085 - 1105), conte de Toulouse (1092 - 1105) și conte de Tripoli (1102 - 1105). Fiu al lui Pons de Toulouse și a Almodis de la Marche. A fost unul dintre principalii conducǎtori ai Primei Cruciade.
Înainte de Prima Cruciadă a luat parte la mișcarea de eliberare a Spaniei, apoi în 1071 a făcut un pelerinaj la Ierusalim, în timpul acestei călătorii a orbit la un ochi. Atunci când Papa Urban al II-lea la Conciliul de la Clermont în 1095 a cerut ca creștinii să meargă în Orient și sǎ reîntoarcǎ Ierusalimul de sub musulmani, contele fiind un om profund religios, a fost unul dintre primii care a aderat la cruciadǎ și a jurat să-și dea viața pentru religia Creștină.

## Conducător al Primei Cruciade
De la începutul cruciadei Raimond a dorit să devină comandantul suprem al armatei cruciate. Aceasta era alimentatǎ de starea lui, având cea mai mare armatǎ sub mânǎ și o experiență mare în luptǎ. Contele era un catolic profund și avea experiență de război contra musulmanilor (pânǎ la cruciadǎ a luat parte la Reconquista din Spania). În plus, el a fost primul dintre marii feudali care a jurat în Clermont. Printre comandanții cruciați Raimond din Toulouse a fost cel mai puternic și cel mai înstǎrit, având peste cincizeci de ani atunci când la sfârșitul lunii octombrie 1096, s-a pornit de la Toulouse spre Țara Sfântă, însoțit de soția Elvira și legatul papal Ademar de Le Puy. Cruciații lui Raimond provenea preponderent din Provența, Auvergne, Gasconia și alte regiuni din sudul Franței, ulterior a trecut Alpii, apoi de-a lungul coastei Adriatice prin Istria și Dalmația, în Durazzo a ajuns la drumul Egnatiei pânǎ la Constantinopol.
În timpul înaintǎrii cruciații au fǎcut multe atrocități cu localnicii, care deseori asigurau armata cu cele necesare. Pentru ruinarea orașului Rotia cruciați contelui au trebuit să plătească, în apropiere de Rodosto au fost atacați de un detașament de mercenari bizantini.

### Asediul Niceei
Dupǎ recunoașterea impǎratului Alexios I Comnen, cruciațiia au început sǎ pǎrǎseascǎ Constatinopolul. Godefroy de Bouillon a fost primul dintre ei care a ajuns la Niceea, urmat imediat de Bohemund de Tarent, de nepotul acestuia Tancred, de Raimond de Toulouse și de Robert al II-lea de Flandra, alături de care se afla Pierre l'Ermite și câțiva dintre supraviețuitorii din expediția anterioară (Cruciada săracilor), ca și o mică forță bizantină sub comanda lui Manuel Boutoumites. Ei au ajuns sub zidurile cetății la 6 mai, extenuați de pe urma lipsei de hrană, însă această problemă a fost rezolvată atunci când Bohemund de Tarent a asigurat aducerea acesteia pe uscat și pe mare. Cruciații au început asediul Niceei din 14 mai, distribuindu-și forțele pe diferitele secțiuni ale zidurilor, caer erau apărate de 200 de turnuri. Bohemund și-a așezat tabăra în partea nordică a orașului, Godefroy în cea răsăriteană, iar Raimond și episcopul Adhemar în sud.
În data de 16 mai, apărătorii turci ai garnizoanei au coborât de pe ziduri pentru a-i ataca pe cruciați, însă au fost respinși cu pierderea a 200 dintre ei. În continuare, turcii au trimis mesaje sultanului Kilij Arslan (aflat sub zidurile orașului Melitene), implorându-l să se întoarcă la Niceea, de îndată ce sultanul a realizat puterea cruciaților, s-a întors în grabă. Avangarda trupelor turcești a fost surprinsă și zdrobită de către trupele cruciate ale lui Raimond și Robert de Flandra în 20 mai, iar în 21 mai, armata cruciată l-a înfrânt pe Kilij într-o luptă decisivă care a durat până târziu în noapte. Pierderile au fost mari de ambele părți, iar sultanul a fost nevoit să se retragă, în ciuda rugăminților celor din Niceea. Restul cruciaților a sosit pe parcursul aceleiași luni, conduși de Robert Curthose, urmat de Raoul de Guader și Ștefan de Blois, ajunși la începutul lui iunie. Între timp Raimond și Adhemar au construit o puternică mașină de asediu cu scopuri de înfricoșare, care „arunca capetele dușmanilor în loc de pietre peste zidurile Niceii”, efectele acesteui atac nu s-au lăsat așteptate. Astfel cǎ în cele din urmǎ zidurile fortǎreții au cǎzut.

## Moarte
Raymond a murit pe 22 iunie 1105, ne mai așteptând cucerirea orașului Tripoli. Nepotul său Guillaume de Cerdagne în 1109 cu Balduin I al Ierusalimului a cucerit fortǎreața și a fondat comitatul de Tripoli, dar în același an, el a fost detronat de către Bertrand, fiul cel mare al lui Raimond. Conții de Toulouse, au stǎpânit comitatul Tripoli pe tot parcursul secolului al XII-lea.

## Legǎturi externe
- Conții Toulousei
- Raymond al IV-lea de Saint-Gilles

| Predecesor: Guillaume al IV-lea | Conte de Toulouse 1092–1105 | Succesor: Bertrand              |
| Predecesor: primul              | Conte de Tripoli 1102–1105  | Succesor: Guillaume de Cerdagne |